# Valeriana simplicifolia
Valeriana simplicifolia là một loài thực vật có hoa trong họ Kim ngân. Loài này được Kabath miêu tả khoa học đầu tiên..

## Hình ảnh

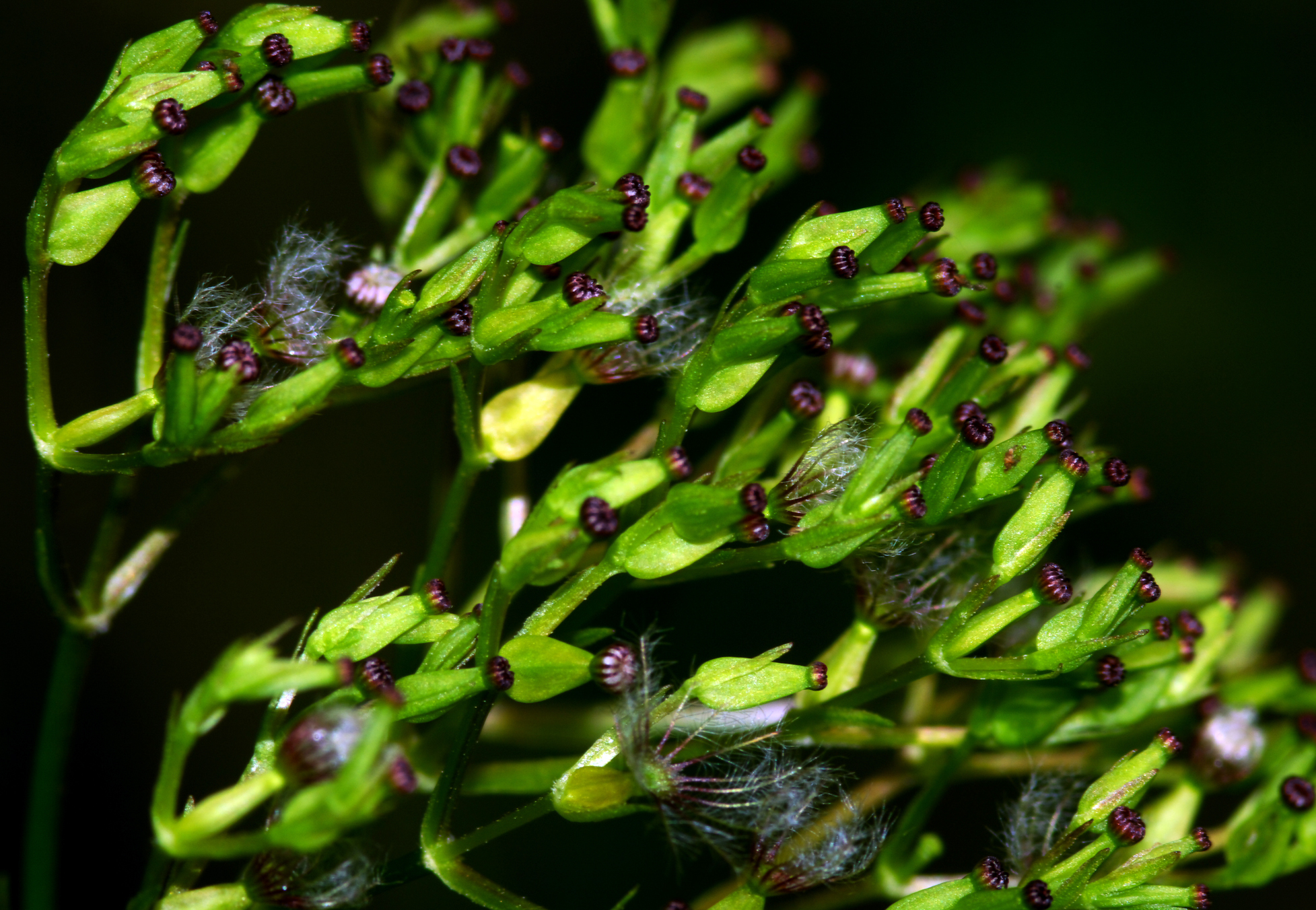
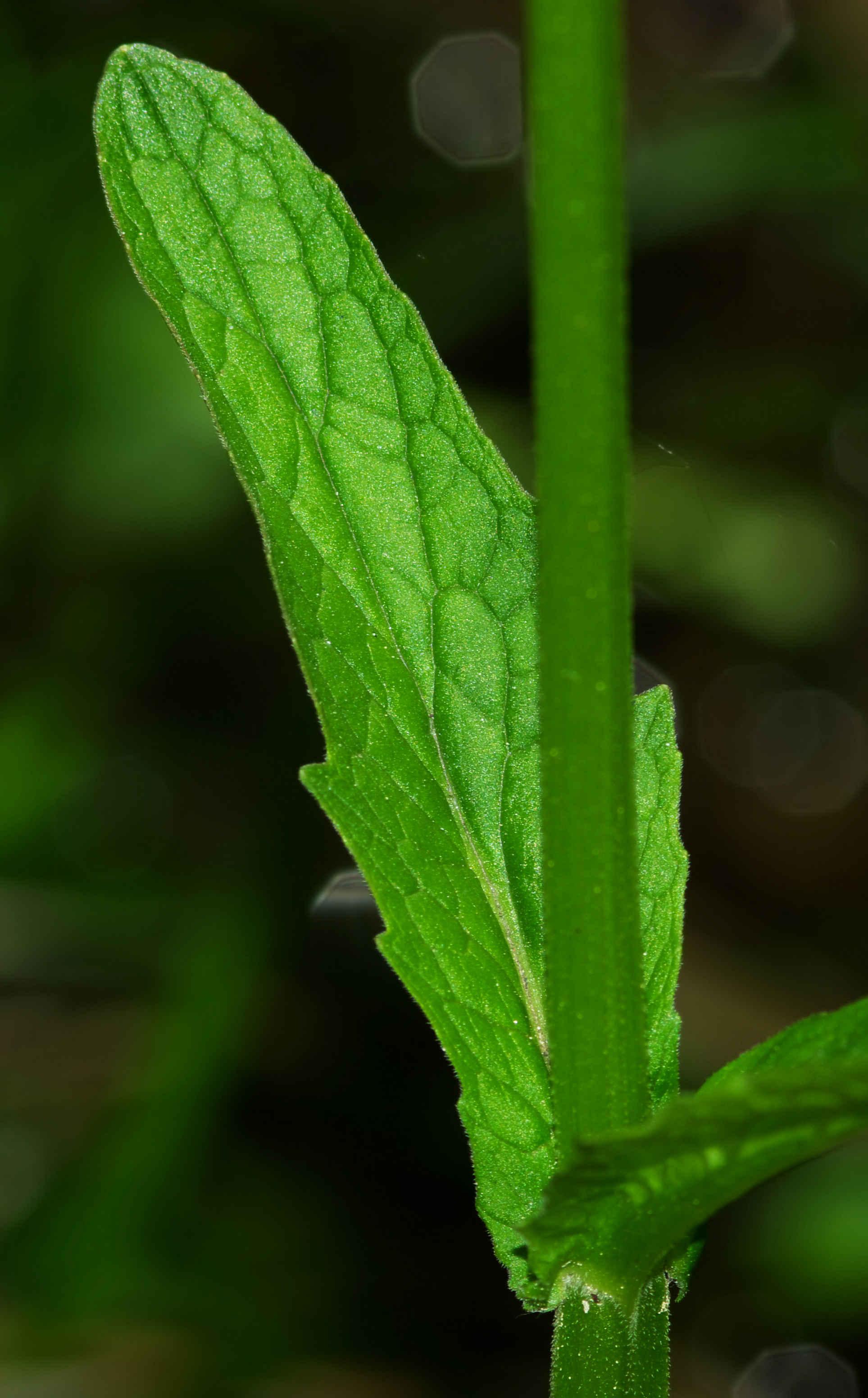
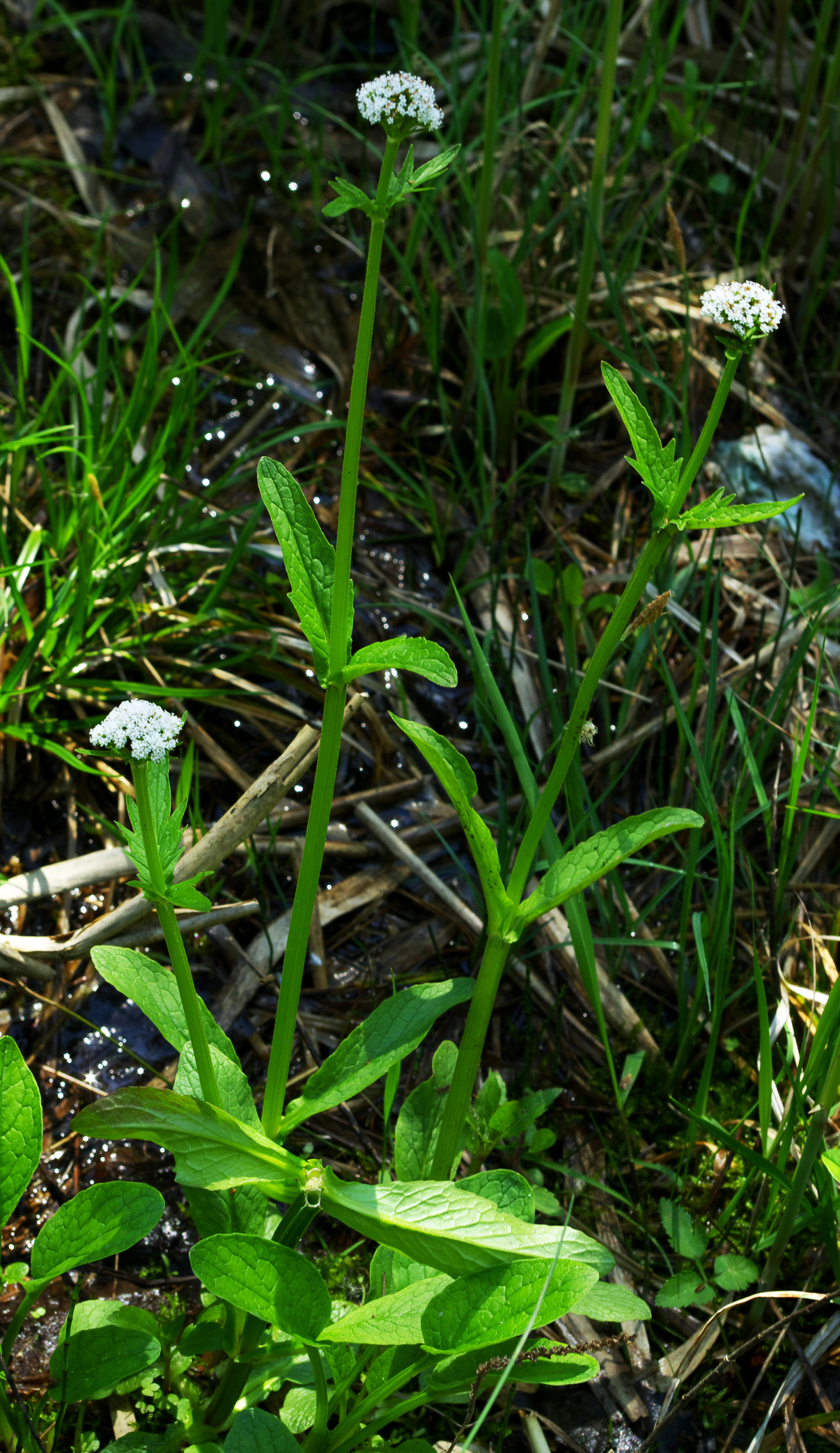